# The Gorgon Cult
The Gorgon Cult è il terzo album degli Stormlord, pubblicato nel marzo del 2004.

## Tracce
1. The Torchbearer - 0:59
2. Dance of Hecate - 5:07
3. Wurdulak - 4:12
4. Under the Boards (195, M.A.) - 5:44
5. The Oath of the Legion - 4:54
6. The Gorgon Cult - 4:50
7. Memories of Lemuria - 3:42
8. Medusa's Coil - 5:20
9. Moonchild - 5:03 (cover degli Iron Maiden)
10. Nightbreed - 5:57

## Formazione
- Cristiano Borchi - voce
- Pierangelo Giglioni - chitarra
- Gianpaolo Caprino - chitarra, voce
- Francesco Bucci - basso, voce
- Simone Scazzocchio - tastiere
- David Folchitto - batteria